# Ayuntamiento de Tallin
El Ayuntamiento de Tallin (Estonia) (estonio: Tallinna raekoda) es un edificio ubicado en la ciudad vieja de Tallin, en la plaza del Ayuntamiento. Es el único ayuntamiento de estilo gótico en el norte de Europa. Las primeras menciones que se tienen de este ayuntamiento datan de 1322. El edificio actual fue construido entre 1402 y 1404. El chapitel fue destruido en un bombardeo aéreo el nueve de marzo de 1944 y reconstruido en 1950.

## Galería de imágenes

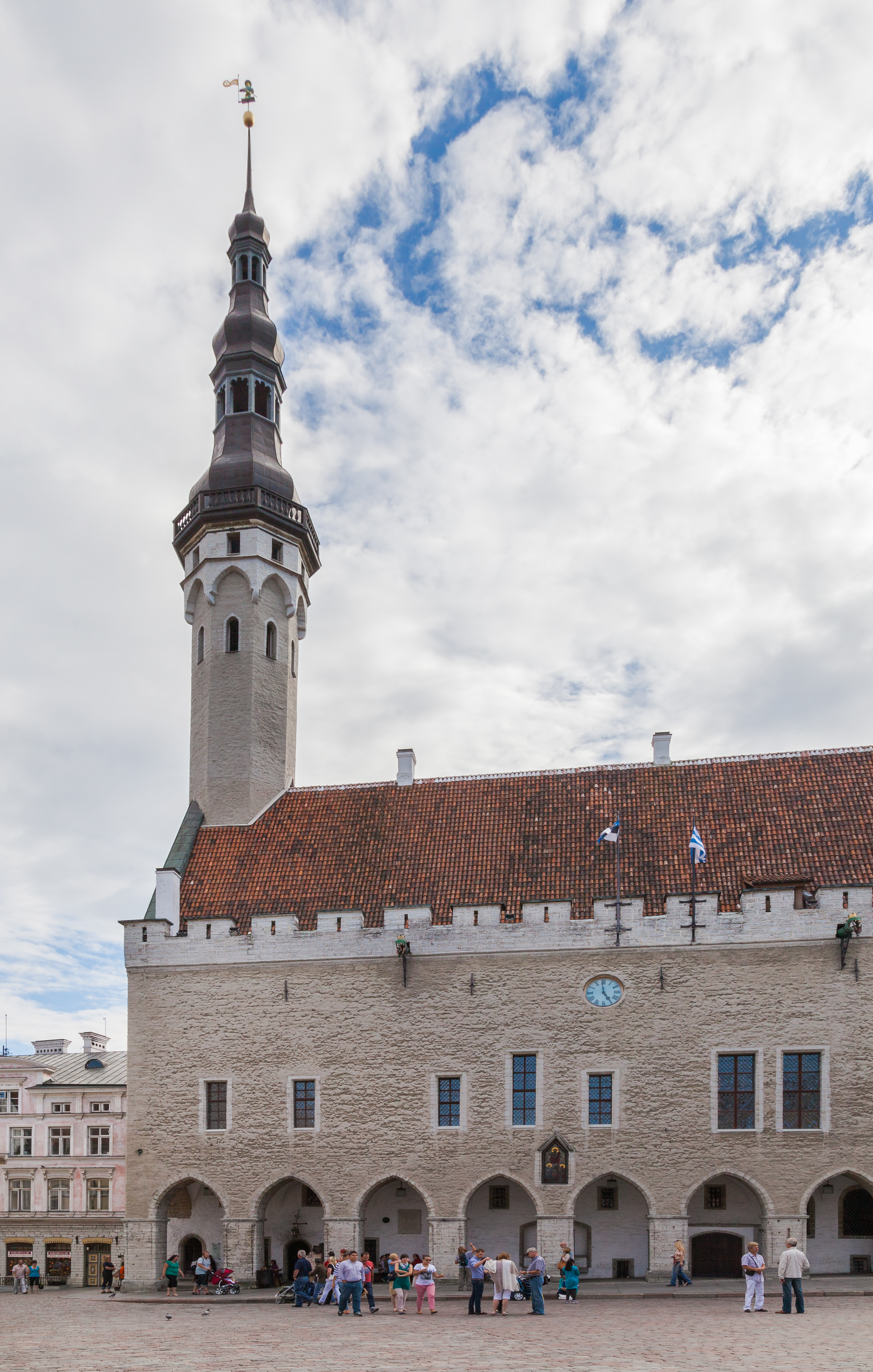
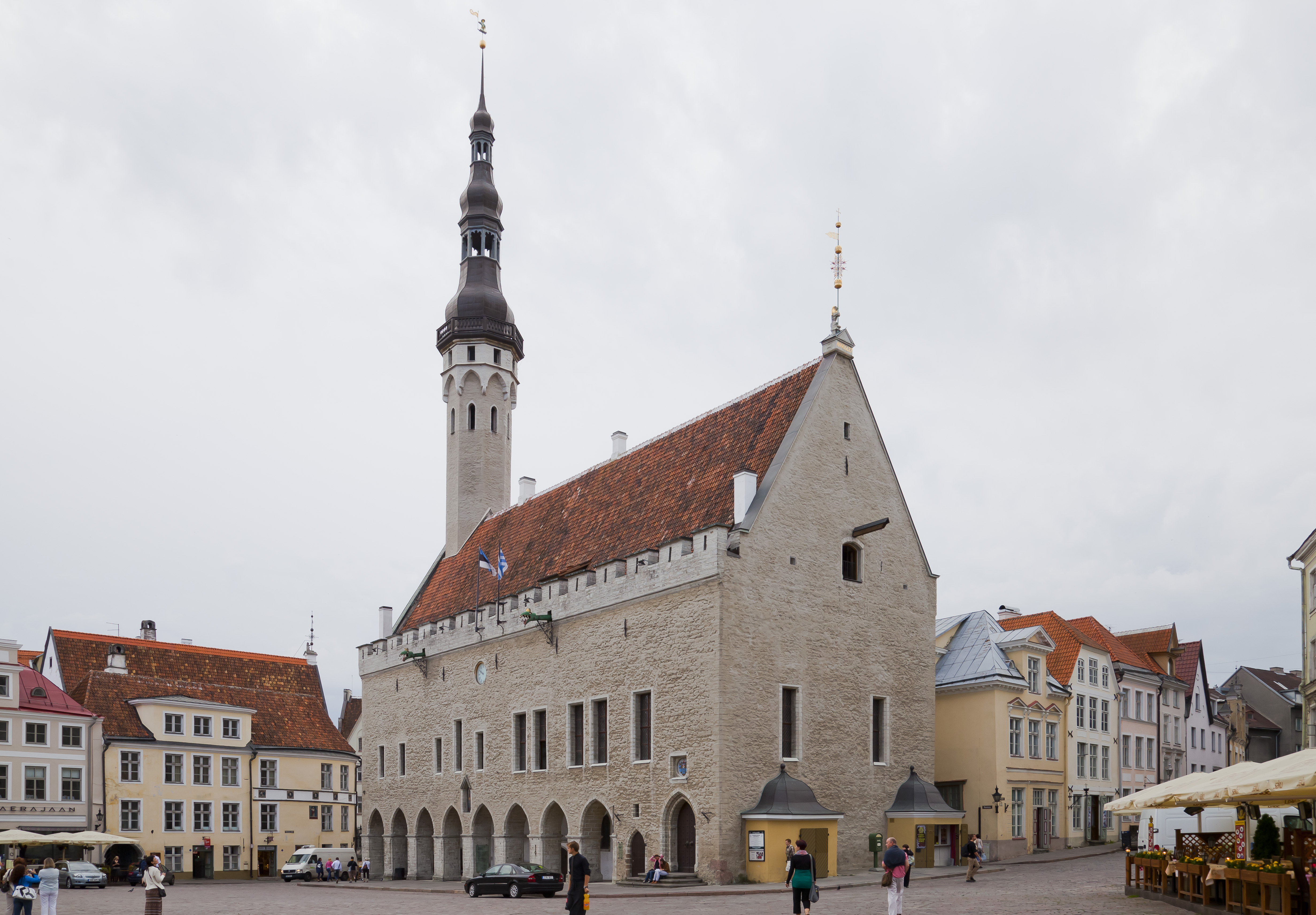
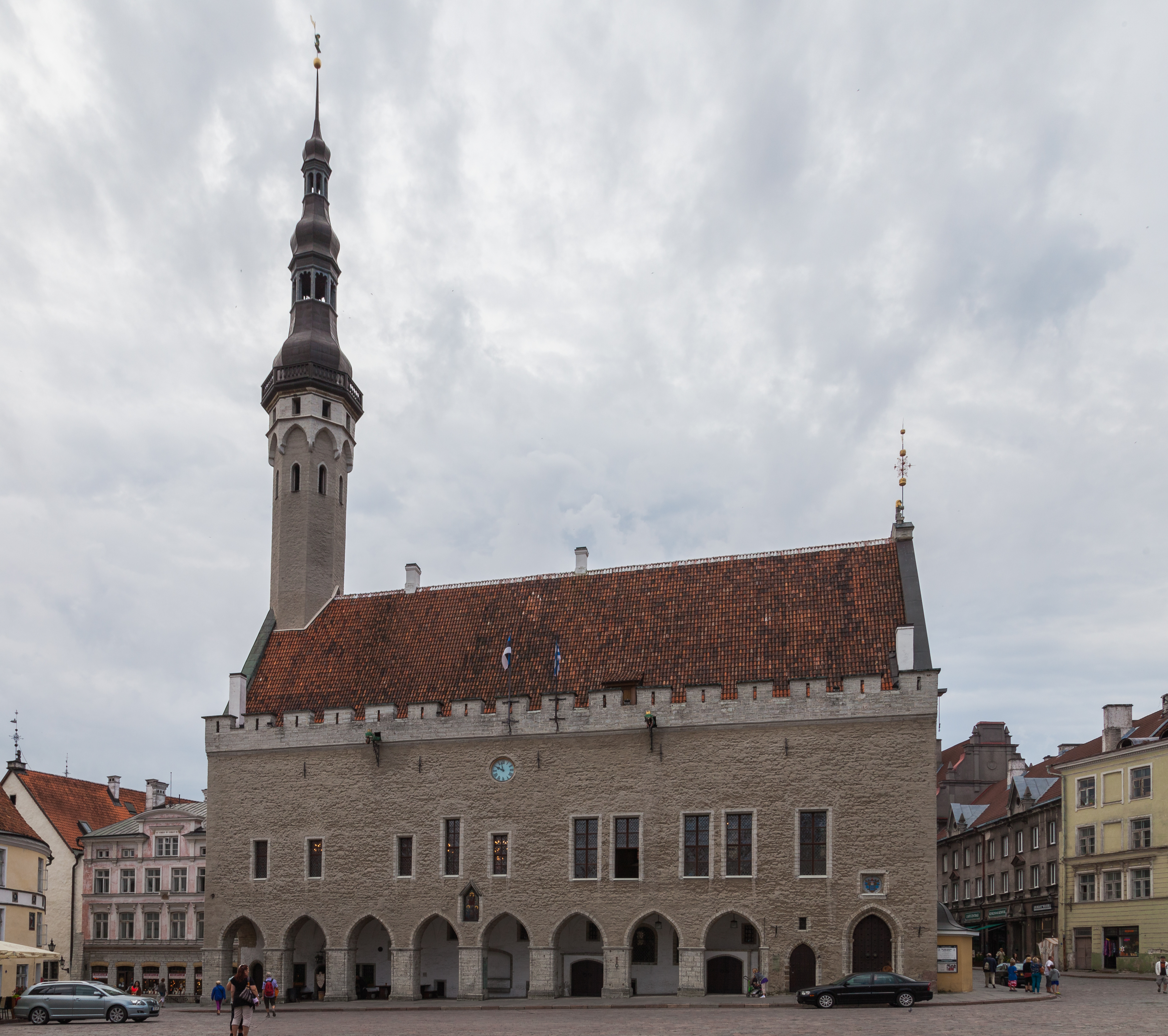
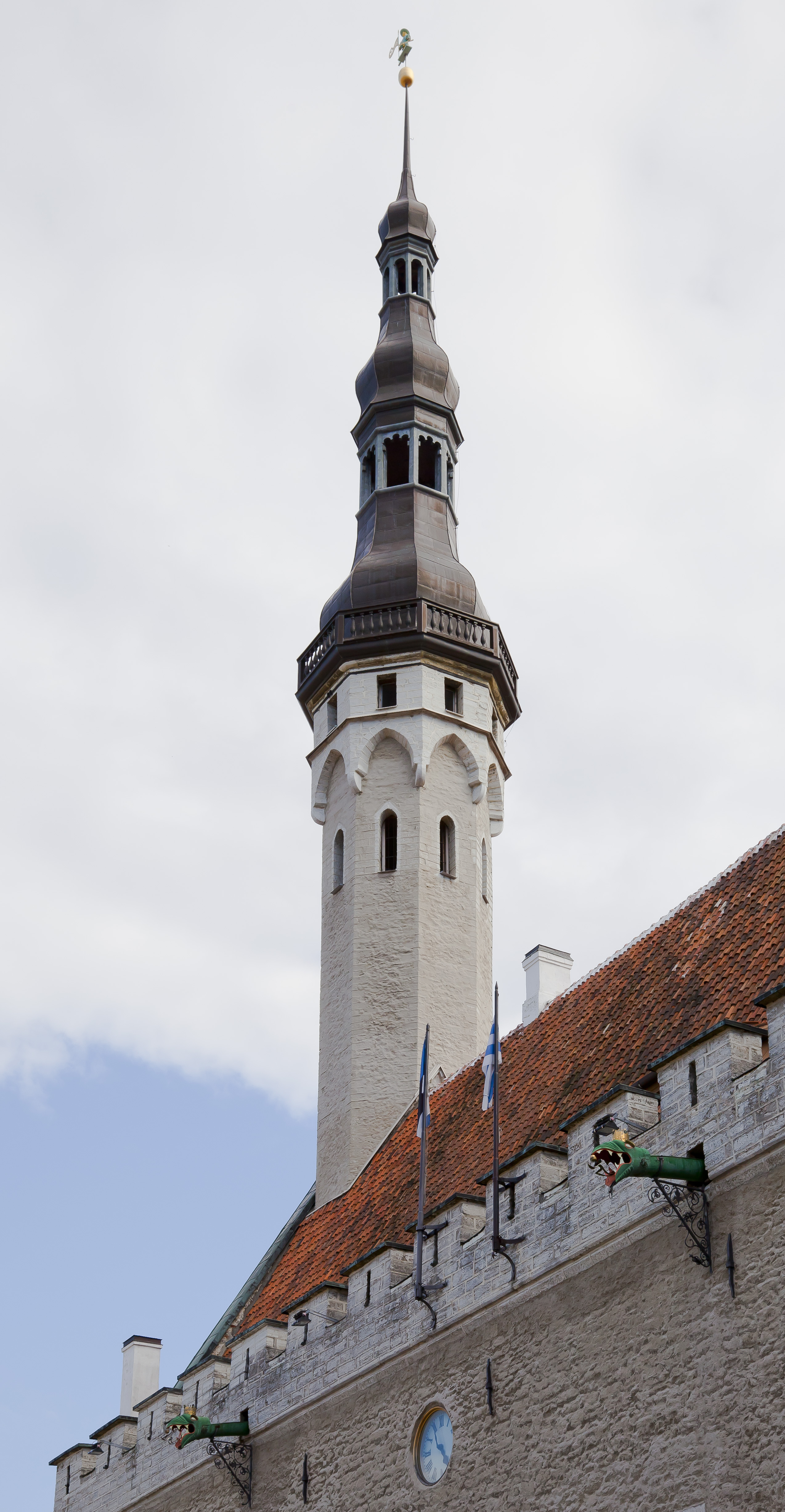
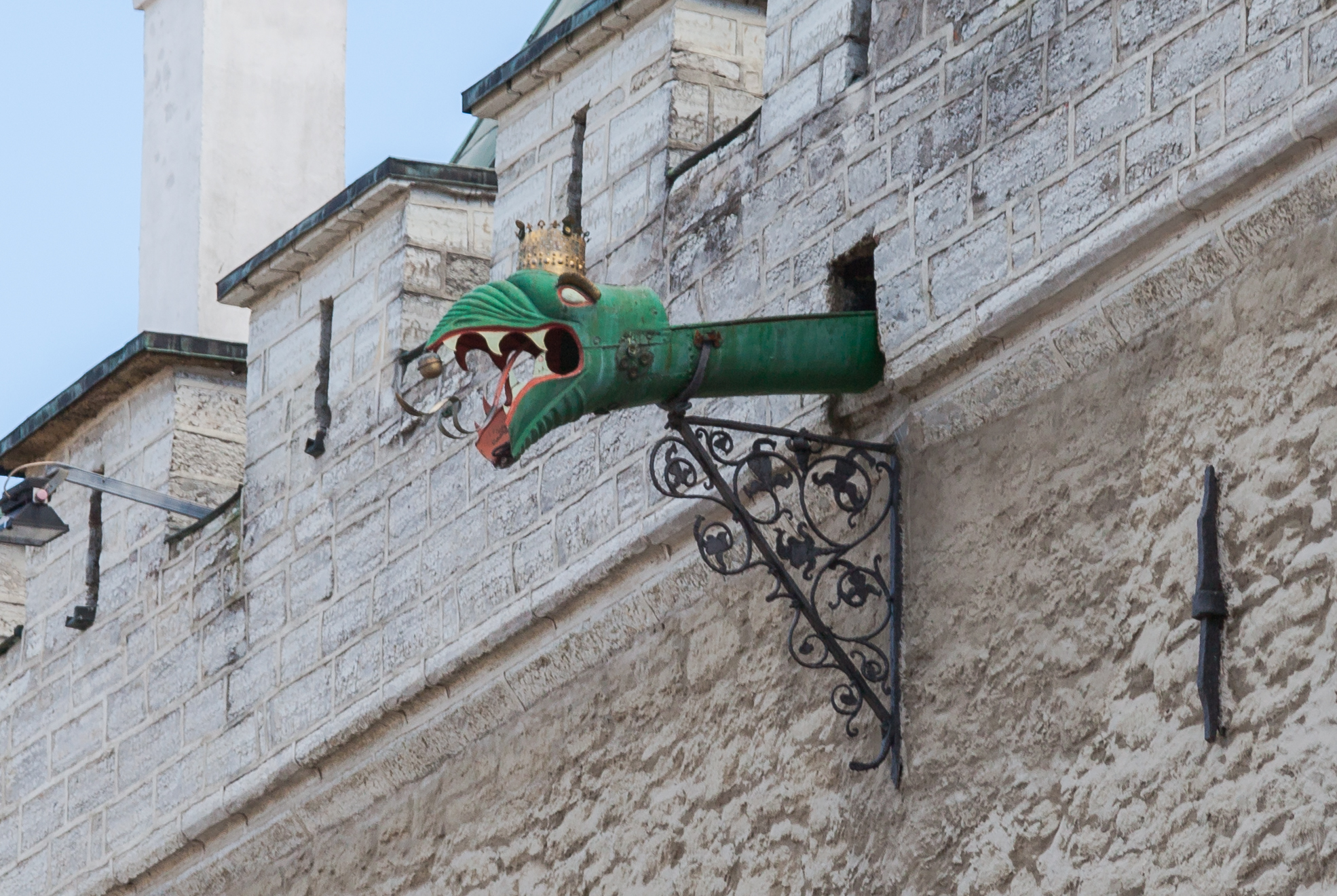
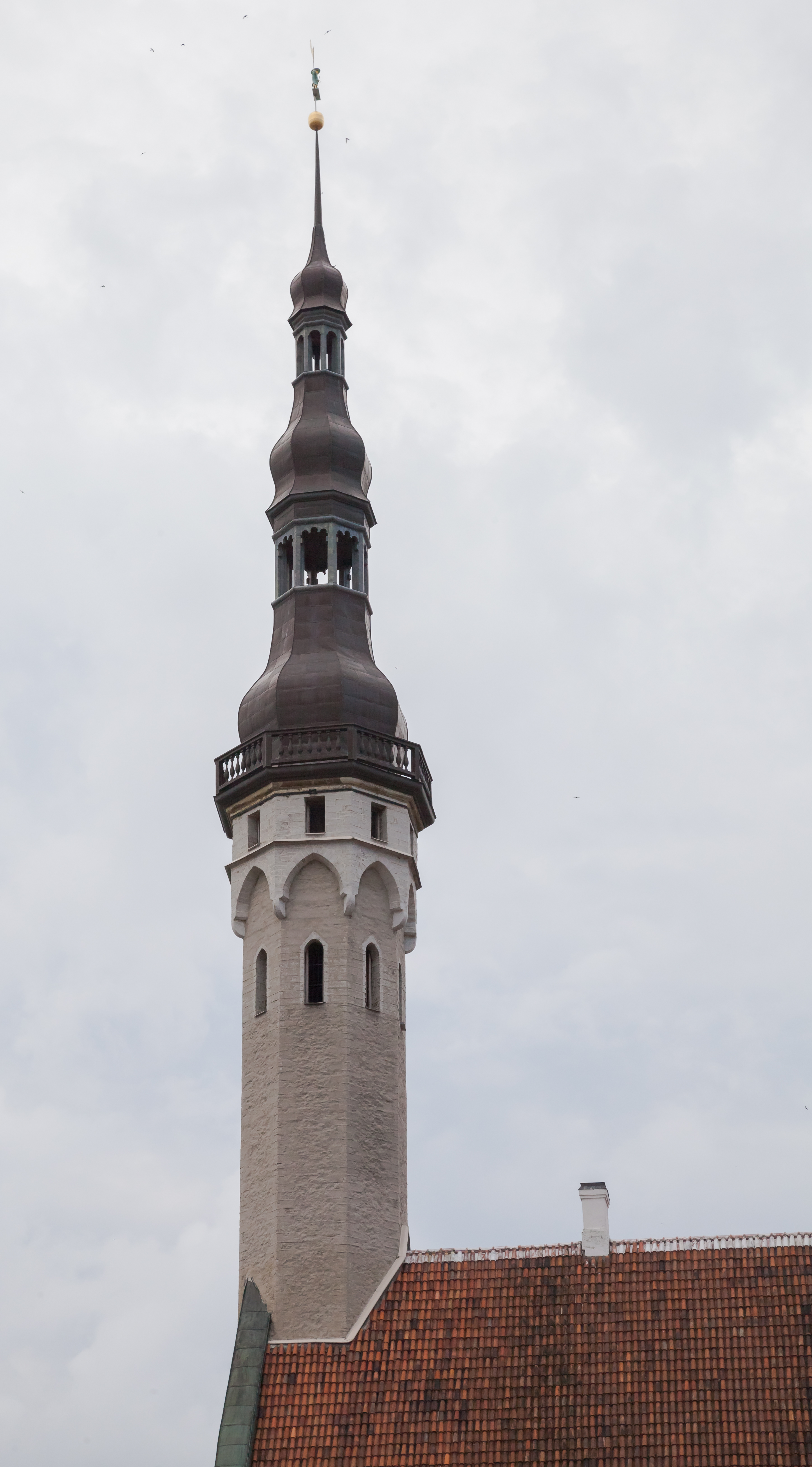